# Мозер, Эдда
Эдда Мозер (нем. Edda Moser; род. 28 октября 1938, Берлин) — немецкая оперная певица (сопрано), музыкальный педагог.

## Биография
Дочь музыковеда Ханса Иоахима Мозера, внучка музыковеда и педагога Андреаса Мозера. Изучала вокал в Консерватории Штерна у Хермана Вайссенборна, а после его смерти — у Герти Кёниг. С 1962 по 1963 годы работала в Городском театре Вюрцбурга, а затем — в театрах Хагена и Билефельда. В 1968 году была приглашена Гербертом фон Караяном на Зальцбургский фестиваль, где исполнила партию Вельгунды в «Кольце нибелунга» Вагнера. С 1968 по 1971 год выступала во Франкфуртской опере, потом перешла в Венскую государственную оперу.
Герберт фон Караян пригласил Эдду Мозер в Метрополитен-опера, где она прославилась исполнением партии Царицы Ночи в «Волшебной флейте» Моцарта. В Метрополитен-опера пела в «Кольце нибелунга», «Похищении из сераля», «Ринальдо» Генделя, исполняла партию Донны Анны в «Дон Жуане».
Она выступала в самых значительных театрах мира, таких, как «Метрополитан-опера» в Нью-Йорке, театр «Ла Скала» в Милане, Staatsoper в Вене, «Ковент-Гарден» в Лондоне, московский Большой театр.
Вершиной своей карьеры Эдда Мозер считает мюнхенскую запись партии Царицы Ночи в «Волшебной флейте», созданную под руководством дирижёра Вольфганга Заваллиша на лейбле Electrola в августе 1972 года. Технически сложная вторая ария Царицы Ночи, по воспоминаниям Мозер, была записана одним дублем. Ария в исполнении Эдды Мозер была включена в состав видео- и звуковых сигналов Золотой пластинки «Вояджера», отправленной 20 августа 1977 года на космическом аппарате «Вояджер-2».
С 1980-х годов Эдда Мозер проводит мастер-классы, в том числе в Европейской академии живописи и изобразительных искусств (Монтепульчано), Мюнхенской молодежной филармонии, Моцартеуме и является профессором Высшей музыкальной школы в Кёльне.
В 2006 году Мозер выступила инициатором проведения «Фестиваля немецкого языка» в Хайдексбурге у Рудольштадта, а с 2007 года — в историческом Гёте-театре в Бад-Лаухштедте.

## Репертуар
- Борис Блахер: «Ромео и Юлия» (Юлия);
- Эжен д’Альбер: «Отъезд» (Луиза);
- Гаэтано Доницетти: «Лючия ди Ламмермур» (Лючия);
- Кристоф Виллибальд Глюк: «Орфей и Эвридика» (Амур);
- Шарль Гуно: «Фауст» (Маргарита)
- Георг Фридрих Гендель: «Ринальдо» (Армида); «Brockes Passion» (Сопрано);
- Ханс Вернер Хенце: Оратория «Плот Медузы[англ.]*»;
- Леош Яначек: «Енуфа» (Сторожиха костёла);
- Франц Легар: «Весёлая вдова» (Ганна Главари); «Джудитта» (Джудитта);
- Руджеро Леонковалло: «Паяцы» (Недда);
- Зигфрид Маттус: «Омфала» (Омфала, Царица Лидии)
- Вольфганг Амадей Моцарт: «Аполлон и Гиацинт» (Гиацинт); «Директор театра» (Мадемуазель Зильберкланг); «Дон Жуан» (Донна Анна); «Похищение из сераля» (Констанца); «Волшебная флейта» (Царица Ночи, Первая Дама); «Идоменей» (Электра); Коронационная месса (Сопрано); Vesperae solennes de Confessore (Сопрано); Exsultate, jubilate
- Жак Оффенбах: «Сказки Гофмана» (Олимпия/Антония/Джульетта/Стелла)